# Décès en 1959
Décès
- 1955
- 1956
- 1957
- 1958
- 1959
- 1960
- 1961
- 1962
- 1963

Cet article présente une liste de personnalités mortes au cours de l'année 1959.

Les mois de l'année font également l'objet de listes spécifiques :

## Décès par mois

### Inconnu
- Alfred Bolle, peintre suisse (° 16 février 1887).
- Louis Borgex, peintre, caricaturiste et lithographe français (° 5 juin 1873).
- Léonce Cuvelier, peintre et dessinateur français et canadien (° août 1874).
- Riccardo Fainardi, peintre, sculpteur et architecte d'intérieur italien (° 1865).
- Jean de la Hougue, peintre français (° 11 août 1874).
- Ioan Gr. Periețeanu, homme politique roumain (° 4 mars 1879).

### Janvier
- 1er janvier : Antonio López Herranz, joueur et entraîneur de football espagnol (° 4 mai 1913).
- 7 janvier : Gustave Louis Jaulmes, peintre français (° 14 avril 1873).
- 9 janvier : Giuseppe Bottai, homme politique italien (° 3 septembre 1895).
- 21 janvier :
  - Cecil B. DeMille, cinéaste américain (° 12 août 1881).
  - Nicolas Hibst, joueur et entraîneur de football français (° 8 octobre 1915).
  - Lamar Stringfield, compositeur, flûtiste, musicologue et chef d’orchestre américain (° 10 octobre 1897).
- 26 janvier :
  - Westcott Clarke, acteur de cinéma américain (° 27 septembre 1886).
  - MacGillivray Milne, homme politique américain (° 19 août 1882).
- 28 janvier :  Philip Tonge, acteur anglais (° 26 avril 1897).
- 31 janvier : Joseph Merlot, homme politique belge francophone (° 14 septembre 1885).

### Février
- 3 février : Buddy Holly, Ritchie Valens et The Big Bopper chanteurs américain de rock 'n' roll (° 7 septembre 1936).
- 4 février : Émile Dorrée, peintre français (° 27 septembre 1883).
- 5 février : Curt Sachs, ethnomusicologue et théoricien de la musique germano-américain (° 29 juin 1881).
- 7 février : Shirō Fukai, musicien et compositeur japonais de musique classique (° 4 avril 1907).
- 11 février : Fernand Labat, peintre, graveur et illustrateur français (° 14 janvier 1889).
- 12 février : George Antheil, compositeur américain (° 8 juillet 1900).
- 14 février : Jean Montémont, instituteur, professeur de dessin et peintre français (° 22 février 1913).
- 15 février : Owen Richardson, chercheur américain prix Nobel de physique (° 26 avril 1879).
- 18 février : Eric Zeisl, compositeur et pédagogue d'origine autrichienne naturalisé américain (° 18 mai 1905).
- 19 février : Luigi Michelacci, peintre italien (° 23 juillet 1879).
- 22 février :
  - Otto Illies, peintre allemand (° 25 janvier 1881).
  - Dmitri Manouïlski, militant communiste et diplomate russe puis soviétique (° 3 octobre 1883).
  - Francis Pélissier, coureur cycliste français (° 13 juin 1894).
- 25 février : Eliyahu Berligne, homme politique israélien (° 1866).
- 27 février : 
  - Constantin Budeanu, ingénieur électricien roumain (° 28 février 1886).
  - Paul Chabanaud, zoologiste français (° 1876).

### Mars
- 1er mars: Charles Lacoste, peintre français (° 3 mars 1870).
- 2 mars :
  - Eric Blore, acteur anglais (° 23 décembre 1887).
  - Yrjö Kilpinen, compositeur finlandais (° 4 février 1892).
  - Gerry Morgan, footballeur international nord-irlandais (° 25 juillet 1899).
- 3 mars : Lou Costello, comédien américain (° 6 mars 1906).
- 4 mars : Marcel Roche, peintre, dessinateur, graveur et illustrateur français (° 27 juin 1890).
- 8 mars :
  - Edmond Bille, peintre et vitrailliste suisse (° 24 janvier 1878).
  - Robert Van Eenaeme, coureur cycliste belge (° 27 août 1916).
- 11 mars : Ludolfs Liberts, peintre et scénographe letton (° 3 avril 1895).
- 13 mars : Andrés Gaos, violoniste et compositeur argentin d'origine espagnole (° 31 mars 1874).
- 15 mars : Lester Young, saxophoniste de jazz américain (° 27 août 1909).
- 17 mars :
  - Pietro Chiesa, peintre italo-suisse (° 26 juillet 1876).
  - Raffaele D'Alessandro, compositeur suisse (° 17 mars 1911).
- 24 mars : Georges Marty, peintre français (° 29 octobre 1875).
- 25 mars : Billy Mayerl, pianiste et compositeur anglais (° 31 mai 1902).
- 26 mars : Raymond Chandler, romancier américain (° 23 juillet 1888).
- 29 mars : Barthélemy Boganda, premier président de la République centrafricaine (° 4 avril 1910).
- 30 mars :
  - Georges Dumoulin, peintre paysagiste et verrier français (° 18 mai 1882).
  - Georges Grellet, peintre, graveur et illustrateur français (° 9 octobre 1869).
  - Ragnar Malm, coureur cycliste suédois (° 14 mai 1893).

### Avril
- 3 avril : René Carrère, peintre, décorateur, acteur et réalisateur français (° 6 janvier 1885).
- 4 avril : Georges Mouveau, peintre et décorateur français (° 30 septembre 1878).
- 9 avril : Frank Lloyd Wright, architecte américain (° 8 juin 1867).
- 18 avril :
  - André Hallet, peintre belge (° 26 mars 1890).
  - Émile Ronet, acteur français (° 11 juillet 1884).
- 19 avril : Moichirō Maki, zoologiste japonais (° 20 février 1886).
- 20 avril : Francisco Baonza, athlète, footballeur puis arbitre de football (° 5 avril 1889).
- 23 avril :
  - Edwin Ray Guthrie, psychologue et professeur d'université américain (° 6 janvier 1886).
  - Park Jung-yang, homme politique et philosophe coréen (° 3 mai 1872).
- 27 avril : Gérard Debaets, coureur cycliste belge naturalisé américain (° 17 avril 1899).
- 30 avril : Armand Marsick, compositeur belge (° 20 septembre 1877).

### Mai
- 3 mai : Renato Birolli, peintre et militant antifasciste italien (° 10 décembre 1905).
- 4 mai : Georges Grente, cardinal français, archevêque du Mans (° 5 mai 1872).
- 5 mai : Carlos Saavedra Lamas, homme politique argentin, prix Nobel de la paix en 1936 (° 1er novembre 1878).
- 6 mai : William Edmund Ironside, Field Marshal britannique (° 6 mai 1880).
- 8 mai : Élisabeth Fuss-Amoré, peintre et militante féministe française (° 29 novembre 1879).
- 14 mai : Sidney Bechet, musicien de jazz américain (° 14 mai 1897).
- 15 mai : Max d'Ollone, chef d'orchestre, compositeur et musicographe français (° 13 juin 1875).
- 18 mai : Apsley Cherry-Garrard, explorateur polaire britannique (° 2 janvier 1886).
- 20 mai :
  - Alfred Schütz, philosophe autrichien/américain  (° 13 avril 1899).
  - S. Dharmambal, féministe indienne (° 1890).
- 24 mai :
  - John Foster Dulles, diplomate américain, secrétaire d'État du président républicain Dwight D. Eisenhower (° 2 février 1888).
  - Gervèse, officier de marine, peintre et illustrateur français (° 21 septembre 1880).
- 28 mai : Charles Pélissier, coureur cycliste français (° 20 février 1903).
- 31 mai : Gabrielle Vassal, exploratrice franco britannique (° 1880).

### Juin
- 1er juin : Sax Rohmer, romancier britannique (° 5 février 1883).
- 2 juin : Gabrielle David, peintre française (° 16 juillet 1884).
- 7 juin : Édouard Chimot, peintre, illustrateur, graveur et directeur artistique français (° 26 novembre 1880).
- 8 juin : Pietro Canonica, sculpteur et peintre italien (° 1er mars 1869).
- 14 juin : Franz Windhager, peintre autrichien (° 3 décembre 1879).
- 16 juin :
  - Louis-Philippe Kamm, peintre et illustrateur français (° 11 avril 1882).
  - George Reeves, acteur et réalisateur américain (° 5 janvier 1914).
- 21 juin : Nick De Ruiz, acteur américain (° 24 février 1871).
- 23 juin :
  - Céline Aman-Jean, peintre et illustratrice française (° 1897).
  - Cesare Maria De Vecchi, militaire et homme politique italien (° 14 novembre 1884).
  - Boris Vian, écrivain et musicien français (° 10 mars 1920).
- 24 juin : Lucien Seevagen, peintre français (° 28 janvier 1887).
- 28 juin : Max Buset, homme politique belge (° 31 janvier 1896).

### Juillet
- 6 juillet : George Grosz, peintre allemand (° 26 juillet 1893).
- 10 juillet : Marcel Van, rédemptoriste vietnamien (° 15 mars 1928).
- 17 juillet :
  - Marcel Delaunay, peintre français de l'École de Rouen (° 2 juillet 1876).
  - Billie Holiday, chanteuse américaine de jazz et blues (° 7 avril 1915).
- 19 juillet : Imre Schlosser-Lakatos, footballeur international hongrois (° 11 octobre 1889).
- 28 juillet : Charles Laeser, coureur cycliste suisse (° 12 septembre 1879).
- 30 juillet : Heinie Conklin, acteur américain (° 16 juillet 1886).
- 31 juillet : Cho Bong-am, homme politique sud-coréen (° 1898).

### Août
- 2 août : Mary Teresa Norton, femme politique américaine (° 2 août 1959).
- 6 août : Wanda Landowska, pianiste virtuose d'origine polonaise (° 5 juillet 1879).
- 7 août : Armas Launis, compositeur, ethno-musicologue, pédagogue, écrivain et journaliste finlandais (° 22 avril 1884).
- 9 août : Emil František Burian, journaliste, compositeur, poète, dramaturge et réalisateur tchécoslovaque (° 11 juin 1904).
- 11 août : Ernest Amas, peintre français (° 1er janvier 1869).
- 14 août : Bianca Piccolomini Clementini, fondatrice, vénérable (° 7 avril 1875).
- 17 août : Pierre Paulus, peintre belge (° 16 mars 1881).
- 18 août : Johan Ankerstjerne, directeur de la photographie danois (° 17 janvier 1886).
- 28 août : Bohuslav Martinů, compositeur tchèque (° 8 décembre 1890).

### Septembre
- 3 septembre : Sténio Vincent, avocat et homme politique haïtien (° 22 février 1874).
- 6 septembre : Edmund Gwenn, acteur britannique (° 26 septembre 1877).
- 7 septembre : Maurice Duplessis, avocat et homme politique canadien-français (° 20 avril 1890).
- 8 septembre : Antoine de La Rochefoucauld, peintre et collectionneur d'art français (° 10 octobre 1862).
- 11 septembre :
  - Paul Douglas, acteur américain (° 11 avril 1907).
  - Charles Picart Le Doux, peintre, graveur, poète et écrivain français (° 12 juillet 1881).
- 12 septembre : William Didier-Pouget, peintre français (° 14 novembre 1864).
- 17 septembre : Frederic Holdrege Bontecou, homme politique américain (° 30 novembre 1893).
- 18 septembre : Adolf Ziegler, peintre allemand (° 16 octobre 1892).
- 19 septembre : John Merton, acteur américain (° 18 février 1901).
- 20 septembre : Olin Howland, acteur américain (° 10 février 1886).
- 23 septembre :
  - Bernard Pomey, peintre français (° 8 juillet 1928).
  - Adam Styka, peintre orientaliste polonais, naturalisé français (° 7 avril 1890).
- 24 septembre : Wolfgang Paalen, peintre, sculpteur et philosophe autrichien et mexicain (° 22 juillet 1905).
- 28 septembre : Rudolf Caracciola, pilote de course automobile allemand puis suisse (° 30 janvier 1901).
- ? septembre : Gustav Gottenkieny, footballeur international suisse (° 8 mai 1896).

### Octobre
- 1er octobre : Jean de la Hougue, peintre français (° 11 août 1874).
- 2 octobre :
  - Jean-Pierre Duprey, poète, sculpteur et peintre français (° 1er janvier 1930).
  - Samuel Mützner, peintre roumain (° 13 décembre 1884).
- 3 octobre : Gabriel Brun-Buisson, peintre français (° 1883).
- 9 octobre : Li Jishen, chef militaire et homme politique chinois (° 5 novembre 1885).
- 13 octobre : Louis Garin, peintre et illustrateur français (° 23 juin 1888).
- 14 octobre : Errol Flynn, acteur américain (° 20 juin 1909).
- 15 octobre : Stepan Bandera, nationaliste ukrainien (° 1er janvier 1909).
- 16 octobre :
  - Paul Manaut, sculpteur, peintre et aquarelliste français (° 20 mars 1882).
  - George Marshall (général), général américain (° 31 décembre 1880).
- 18 octobre : Edward Hanson, homme politique américain (° 12 février 1889).
- 19 octobre : Stanley Bate, compositeur et pianiste britannique (° 12 décembre 1911).
- 25 octobre : Eugène Tamburlini, coureur cycliste français (° 20 décembre 1930).
- 27 octobre : Alfred Smyth, militant anti-colonial samoan (° 17 juin 1879).
- 28 octobre :
  - Camilo Cienfuegos, révolutionnaire cubain (° 6 février 1932).
  - Egon Kornauth, chef d'orchestre et compositeur autrichien (° 14 mai 1891).

### Novembre
- 2 novembre : John Mathai, homme politique indien (° 10 janvier 1886).
- 6 novembre : Ivan Leonidov, architecte, peintre et enseignant russe (° 9 février 1902).
- 7 novembre : 
  - Alberto Guerrero, pianiste chilien naturalisé canadien (° 6 février 1886).
  - Victor McLaglen, boxeur et acteur britannique naturalisé américain (° 10 décembre 1886).
- 10 novembre :
  - André Ballet, plasticien français (° 20 juillet 1885).
  - René Durey, peintre français (° 16 mars 1890).
  - Lupino Lane, acteur et réalisateur anglais (° 16 juin 1892).
  - Djama Ali Moussa, homme politique djiboutien (° vers 1910).
- 11 novembre : Zhang Jinghui, général et homme politique chinois (° 1871).
- 16 novembre : Marcelina de San José, religieuse vénézuélienne, vénérable (° 18 juin 1874).
- 17 novembre : Heitor Villa-Lobos, compositeur brésilien (° 5 mars 1887).
- 18 novembre :
  - Arthur Q. Bryan, acteur comique américain (° 8 mai 1899).
  - Maurice Vandendriessche, footballeur français (° 2 avril 1887).
- 19 novembre : Joseph Charbonneau, archevêque de Montréal (° 31 juillet 1892).
- 20 novembre : Alfonso López Pumarejo, homme d'État colombien (° 31 janvier 1886).
- 23 novembre : William McNair Snadden, homme politique britannique (° 15 janvier 1896).
- 25 novembre : Gérard Philipe, acteur français (° 4 décembre 1922).
- 26 novembre : Custodio Dos Reis, coureur cycliste portugais puis français (° 30 novembre 1922).
- 28 novembre : 
  - Albert Devèze, homme politique belge (° 6 juin 1881).
  - Ludwig Egidius Ronig, peintre allemand (° 27 janvier 1885).
- 29 novembre : Jeanne Philippar-Quinet, peintre française (° 17 décembre 1867).
- 30 novembre : Jan Wiegers, peintre, aquarelliste, graveur, lithographe et sculpteur néerlandais (° 31 juillet 1893).

### Décembre
- 2 décembre : Pierre Forthomme, homme politique belge (° 24 mai 1877).
- 3 décembre : Ödön Márffy, peintre hongrois (° 30 novembre 1878).
- 7 décembre : Charlie Hall, acteur britannique (° 19 août 1899).
- 12 décembre : Renzo Dalmazzo, militaire italien (° 23 janvier 1886).
- 14 décembre :
  - Lizzy Ansingh, peintre néerlandaise (° 13 mars 1875).
  - Jean Grémillon, réalisateur français (° 3 octobre 1901).
- 21 décembre :
  - Marie Lucas-Robiquet, peintre française (° 17 octobre 1858).
  - Kitaōji Rosanjin, peintre japonais (° 23 mars 1883).
- 23 décembre : Edward Frederick Lindley Wood, 1er comte d'Halifax, homme politique britannique, ambassadeur, vice-roi des Indes de 1926 à 1931 (° 16 avril 1881).